# Bärfallspitze
Die Bärfallspitze ist ein 2150 m ü. A. hoher Berg in den Schladminger Tauern, einem Teil der Großgruppe Niedere Tauern in Österreich.

## Lage und Umgebung
Der Berg befindet sich auf der Gemarkung der Gemeinde Haus an der westlichen Grenze des Bundeslandes Steiermark zum Bundesland Salzburg. Mit dem Hauser Kaibling bildet die Bärfallspitze einen nördlichen Abschluss der Hochwildstellen-Gruppe, die sich vom Hauptkamm der Schladminger Alpen mit den Bergen der Hochwildstelle (2747 m ü. A.), der Kleinen Wildstelle (2577 m), des Pulverturms (2463 m), des Walchers (2422 m), des Torwarts (2403 m), des Höchstein (2543 m ü. A.), der Moaralmspitze (2267 m ü. A.) und der Karlspitze (2212 m ü. A.) nach Norden ausdehnt. Am Osthang liegt in etwa 1870 m Höhe der Moaralmsee.

## Zugang und Wandern
Als Ausgangspunkt kann die Krummholzhütte dienen, die mit der Schladminger-Tauern-Seilbahn vom Talort Haus bei Schladming erreicht werden kann. Wanderwege führen über den Hauser Kaibling bzw. dessen Ost- oder Westhang innerhalb etwa einer Stunde zum Rossfeldsattel (1875 m). Vor dort kann der Aufstieg zum Gipfel in etwa 45 Minuten erfolgen. Ein alternativer Rückweg statt zur Bergstation der Seilbahn kann über den Moaralmsee und die Moaralm ins Tal gewählt werden. Von der Bärfallspitze aus können weitere Berge wie die Karlsspitze, die Moaralmspitze und der Höchstein erreicht werden. Bewirtschaftete Schutzhütten befinden sich mit dem Naturfreundeschutzhaus Kaiblingalm unterhalb des Rossfeldsattels und der Krummholzhütte an der Bergstation der Seilbahn.